# Iwan Sierow (1915–1969)
Iwan Ołeksijowycz Sierow, ukr. Іван Олексійович Сєров, ros. Иван Алексеевич Серов, Iwan Aleksiejewicz Sierow (ur. 1915 w Charkowie, Imperium Rosyjskie; zm. 18 sierpnia 1969 w Charkowie, Ukraińska SRR) – ukraiński piłkarz, grający na pozycji lewego pomocnika lub napastnika.

## Kariera piłkarska

### Kariera klubowa
Wychowanek piłkarskich drużyn w Charkowie. W 1936 rozpoczął karierę piłkarską w Spartaku Charków. Przed rozpoczęciem sezonu 1940 przeszedł do Traktoru Stalingrad, w którym grał do ataku Niemiec na ZSRR. Po wyzwoleniu Ukrainy od niemieckich okupantów w 1944 zasilił skład Dynama Kijów. W 1946 wrócił do Charkowa, gdzie potem występował w Łokomotywie Charków. W 1951 zakończył karierę piłkarską.
18 sierpnia 1969 roku zmarł w Charkowie.

## Sukcesy i odznaczenia

### Sukcesy klubowe
Spartak Charków
- wicemistrz Grupy W mistrzostw ZSRR: 1936 (j)

Łokomotyw Charków
- brązowy medalista II Grupy mistrzostw ZSRR: 1947

### Sukcesy indywidualne
- król strzelców Dynama Kijów w sezonie 1945: 3 bramki